# Lípa republiky (Březiněves)
Lípa republiky v Březiněvsi v Praze roste v ulici U Parku na zatravněné ploše před hasičskou zbrojnicí.

## Historie
Lípa svobody byla vysazena 15. září 2018 na připomínku 100. výročí vzniku Československé republiky. Zasadil ji Sbor dobrovolných hasičů z Březiněvsi za podpory městské části Praha-Březiněves při slavnosti Březiněfest.

## Významné stromy v okolí
- Dub letní u parku v Březiněvsi
- Lípy republiky, čtyři lípy zasazené roku 1919 na návsi
- Lípa republiky, v Komunitním centru v ulici K Březince